# Ammoconia guadarramensis
Ammoconia guadarramensis là một loài bướm đêm trong họ Noctuidae.